# Kirche Spreewitz

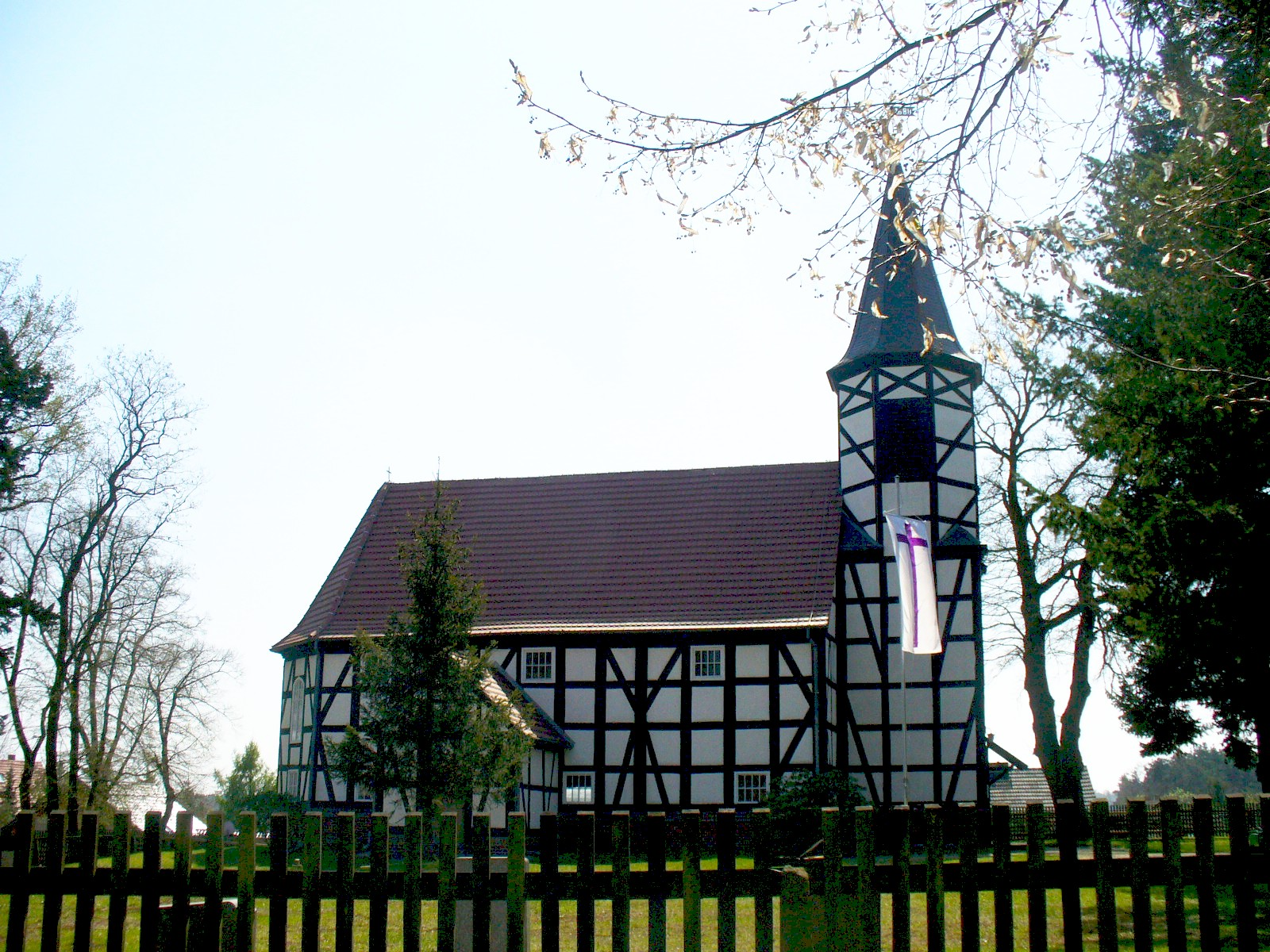
Kirche Spreewitz (2010)

Die Kirche Spreewitz (obersorbisch Sprjejčanska cyrkej) ist die Fachwerkkirche im Ortsteil Spreewitz der Gemeinde Spreetal im Landkreis Bautzen in Sachsen. Die Kirche gehört der Kirchengemeinde Spreewitz im Kirchenkreis Schlesische Oberlausitz, der Teil der Evangelischen Kirche Berlin-Brandenburg-schlesische Oberlausitz ist. Sie steht aufgrund ihrer bau- und ortsgeschichtlichen Bedeutung unter Denkmalschutz.

## Architektur und Geschichte
Bereits um 1500 gab es in Spreewitz eine Kirche. Die heutige kleine Saalkirche wurde im Jahr 1688 als barocker Fachwerkbau auf einem Sockel aus Klinkern errichtet. Das Kirchenschiff liegt unter einem Satteldach, das über dem Dreiachtelschluss abgewalmt ist. An der Südwand befinden sich vier große Rundbogenfenster und drei weitere liegen im Ostschluss, unter diesen liegen jeweils kleinere quadratische Fenster. An der nördlichen Wand ist eine Vorhalle angebaut. In der zweiten Hälfte des 19. Jahrhunderts wurde der Westturm angebaut. Dieser hat ein achteckiges Glockengeschoss mit vier Schallöffnungen und einen achteckigen Spitzhelm mit einer Wetterfahne auf der Spitze. Auf der Wetterfahne ist das Baujahr der Kirche eingestanzt.

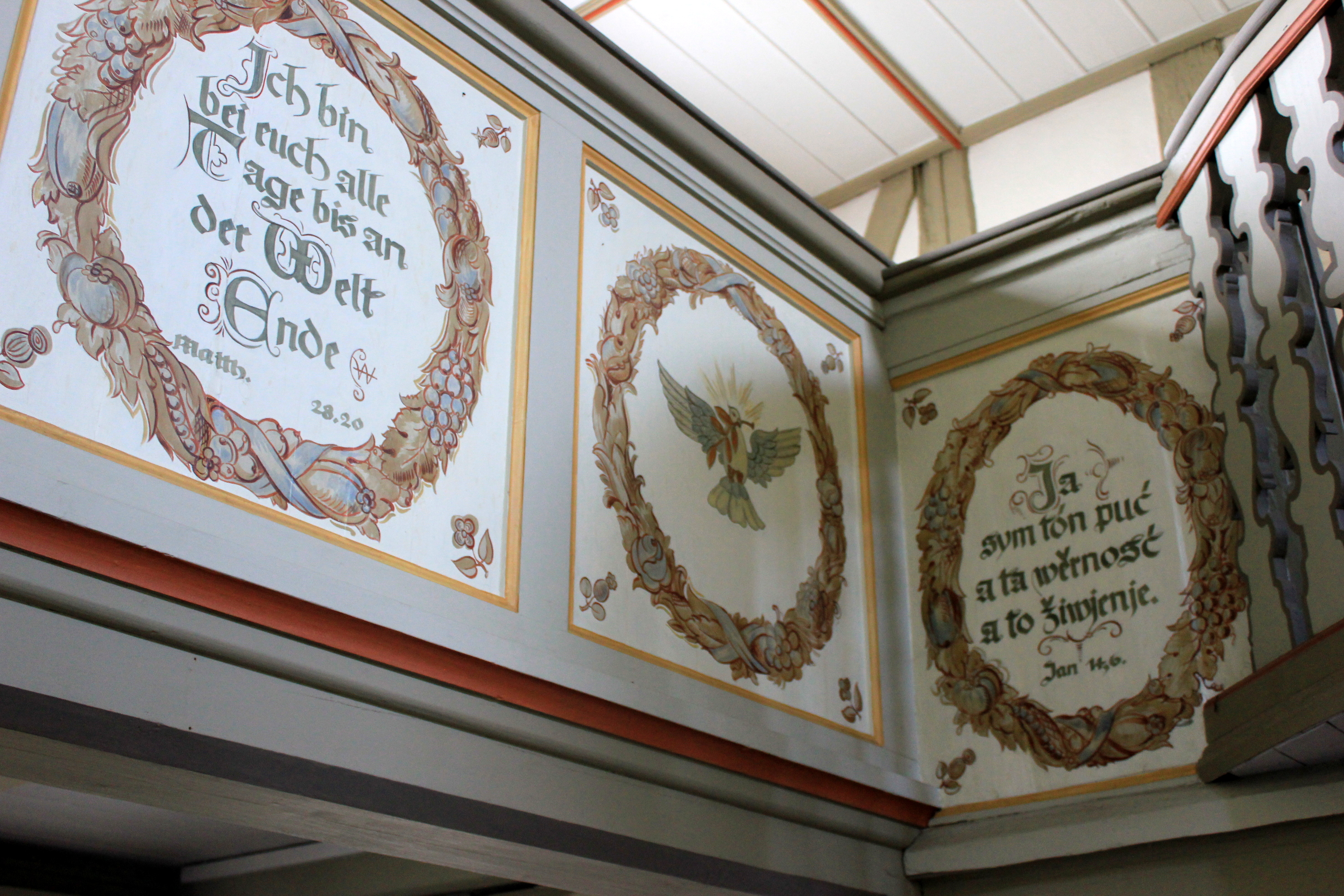
Brüstungsfelder der Empore mit deutsch- und sorbischsprachigen Bibelversen

Der Innenraum der Spreewitzer Kirche ist flach gedeckt. An der Nord-, Süd- und Westseite stehen eingeschossige Emporen, deren Brüstungsfelder mit Christussymbolen und floralen Motiven sowie mit deutsch- und sorbischsprachigen Bibelversen verziert sind. Im Jahr 2002 wurde die Kirche saniert.

## Ausstattung

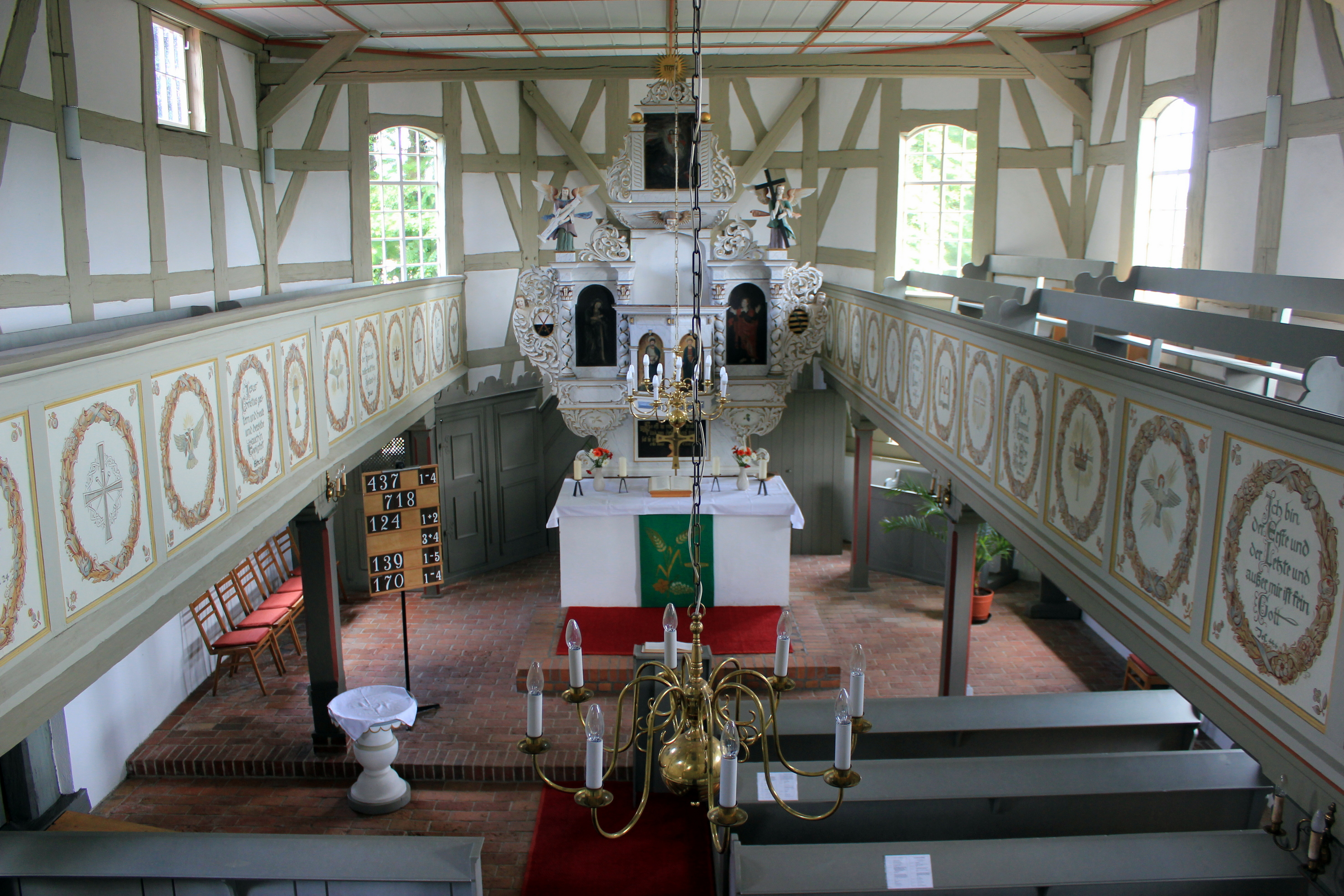
Blick von der Orgelempore zum Altar

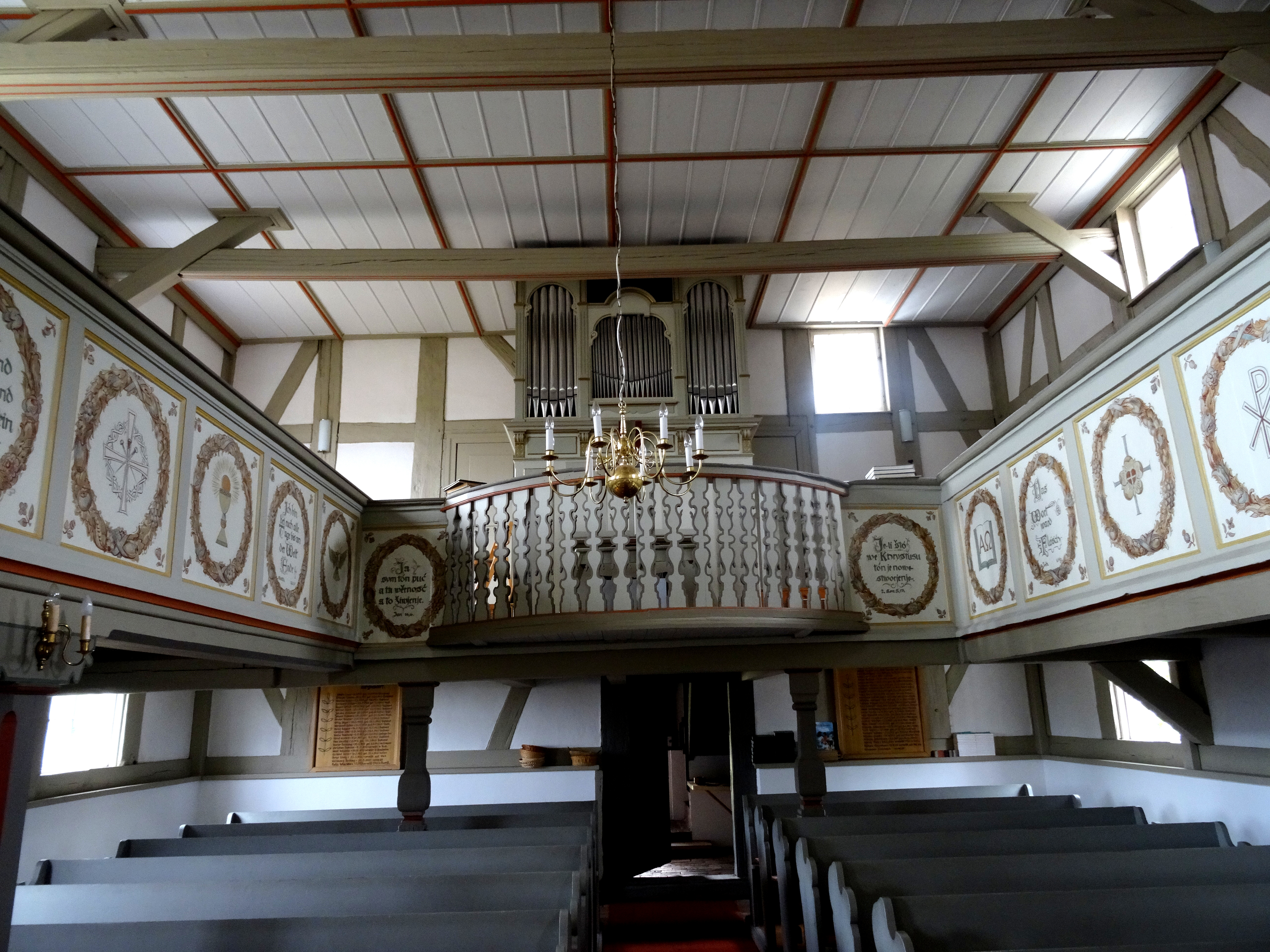
Orgel Ansicht

In der Kirche steht ein großer, barocker Altaraufsatz aus Holz, der um das Jahr 1700 herum gefertigt und im 19. Jahrhundert zu einem Kanzelaltar umgebaut wurde. Der polygonale Kanzelkorb enthält Darstellungen der Evangelisten, an den Seiten befinden sich Gemälde von Maria und Johannes. Gerahmt wird der Altar durch üppige Akanthuswangen. Oberhalb des Kanzelkorbs ist in einem Gemälde die Auferstehung dargestellt. Das schlichte hölzerne Taufbecken stammt aus dem frühen 19. Jahrhundert, die restliche Ausstattung aus der zweiten Hälfte des 19. Jahrhunderts.
Die Orgel in Spreewitz wurde 1895 von der Görlitzer Orgelbaufirma Hoffmann gebaut. Das Orgelprospekt stammt aus dem Jahr 1811.

## Kirchengemeinde
Im 16. Jahrhundert gehörte Spreewitz als Filialkirche zu Hoyerswerda. Spätestens 1540 wurde die Reformation in Spreewitz eingeführt und der Ort zu einer selbstständigen Parochie. Neben Spreewitz gehören noch Burghammer als Filialkirche sowie die Orte Burgneudorf, Döschko, Neustadt/Spree, Spreetal und Zerre zur Kirchengemeinde. Neustadt/Spree gehörte bis 1914 teilweise zur Kirchengemeinde Schleife und wurde danach vollständig nach Spreewitz umgepfarrt. Als Arnošt Muka Spreewitz in den 1880er Jahren besuchte, waren knapp 96 Prozent der Einwohner der Kirchengemeinde (ohne Burghammer) Sorben. Neben den wöchentlichen Gottesdiensten in sorbischer Sprache fanden in Spreewitz damals alle zwei Wochen auch deutschsprachige Messen statt. Nach dem Zweiten Weltkrieg fanden Gottesdienste in sorbischer Sprache noch bis zum Wechsel von Pfarrer Richard Šołta/Scholze nach Uhyst einmal im Monat statt.
Bis 1945 gehörte Spreewitz zur Evangelischen Landeskirche der älteren Provinzen Preußens, danach kam die Kirchengemeinde zur Evangelischen Kirche in Schlesien, die später in Evangelische Kirche der schlesischen Oberlausitz umbenannt wurde. Dort gehörte Spreewitz zum Kirchenkreis Hoyerswerda. Im Januar 2004 schlossen sich die Evangelische Kirche der schlesischen Oberlausitz und die Evangelische Kirche in Berlin-Brandenburg zur Evangelischen Kirche Berlin-Brandenburg-schlesische Oberlausitz zusammen. Am 1. Januar 2014 fusionierten die Kirchenkreise Hoyerswerda und Niederschlesische Oberlausitz zum Kirchenkreis Schlesische Oberlausitz. Die Kirchengemeinde Spreewitz bildet zusammen mit der Kirchengemeinde Hoyerswerda-Neustadt den Pfarrsprengel Hoyerswerda-Spreewitz.